# Micrargus cupidon
Micrargus cupidon là một loài nhện trong họ Linyphiidae.
Loài này thuộc chi Micrargus. Micrargus cupidon được Eugène Simon miêu tả năm 1913.